# Заклинье (Струго-Красненский район)
Заклинье — опустевшая деревня в Струго-Красненском районе Псковской области России. Входит в состав сельского поселения «Новосельская волость».

## География
Находится на северо-востоке региона, в центральной части района, в обезлесенной местности около деревни Поречье, нежилых населённых пунктов Мурово, Серебрено, урочища Юдино. Произрастает ольха, берёза.
Уличная сеть не развита.

## История
На картах Шуберта 1888 года отмечена как "Погостъ Заклинье ".
Не позднее начала 2010-х годов в непосредственной близости от бывшей деревни началось активное освоение карьера.
В 2016 году у деревни обнаружен неизвестный ранее памятник археологии: жальничный могильник.
Согласно Закону Псковской области от 28 февраля 2005 года деревня Заклинье вошла в состав образованного муниципального образования Новосельская волость.

## Население
| 2002 | 2010 | 2011 |
| ---- | ---- | ---- |
| 0    | →0   | →0   |

## Инфраструктура
Карьер.
Почтовое отделение, обслуживающее д. Заклинье, — 181130; расположено в д. Заполье.

## Транспорт
Дорога местного значения к волостному центру Новоселье.